# Asta Björk Ivarsdottir
Asta Björk Ivarsdottir (født 19. januar 1998) er en islandsk professionel danser, kendt for sin deltagelse i TV 2s underholdningsprogram Vild med dans (2018-nu).

## Opvækst
Björk blev født den 19. januar 1997 i Kópavogur, Island af islandske forældre. Familien flyttede til Smørum i Danmark, da Björk var 12 år gammel.  Her begyndte hun at danse standard og latin på højt plan, og hun dansede bl.a. på Britt Bendixens danseskole, Pejsegården.
Sammen med sin dansepartner, Jason Tuxen Møller, vandt hun i 2017 danmarksmesterskabet i De Danske Danseskolers turnering.

## Vild med dans
Hun fik sin debut i Vild med dans i 2018 som 20-årig og var dermed den yngste professionelle danser i programmet nogensinde. Under en kameraprøve til Vild med dans, blev Björk og hendes professionelle dansepartner, Jason Møller Tuxen, brugt som stand-ins, og Björk blev efterfølgende opsøgt af produktionsselskabet bag programmet, som ønskede hende som professionel danser. Björk debuterede i 15. sæson af programmet, hvor hun dansede med skuespiller Simon Stenspil. Parret dansede sig hele vejen til finalen, og vandt, hvilket også markerede første gang at en professionel nydanser vandt programmet i sin allerførste sæson.
I den følgende sæson 16 dansede hun med model Oscar Bjerrehuus, hvor parret endte på 4. pladsen. I 2020 dansede Björk med musikproducer Faustix i sæson 17 af Vild med dans. Parret endte på 9. pladsen.
I 2021 dansede hun med sanger Jimilian. Parret kom til finalen, hvor de vandt sæson 18, hvilket markerede anden gang på fire sæsoner at Björk førte en nydanser til sejr.
I 2022 deltog hun i sæson 19 af Vild med dans, hvor hun dansede med para-atlet Daniel Wagner Jørgensen. Parret kom frem til finalen, men tabte og blev nummer to.
I 2023 deltog Björk i sæson 20 af Vild med dans. Hun dansede med skuespilleren Sebastian Bull Sarning. Parret endte på 5. pladsen.
Björk deltog i sæson 21 af Vild med dans, hvor hun dansede med journalist Rasmus Staghøj. Bjørk og Staghøj endte på en tredjeplads.

## Privat
Björk har tidligere dannet par med realitydeltageren Jonass Jannec Jensen. De gik fra hinanden i november 2021. 
I februar 2024 offentliggjorde Björk at hun var i forhold med Sebastian Bull Sarning, som hun dansede med i Vild med dans i sæson 20 i 2023. Parret annoncerede deres forlovelse i december 2024.[kilde mangler]
Björk studerer til daglig medicin på Københavns universitet.